# Jean-Christophe Averty

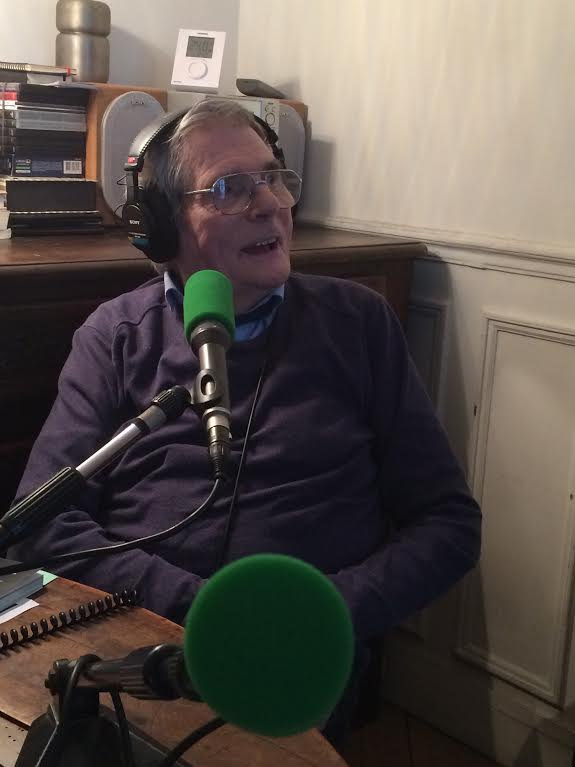
Jean-Christophe Averty

Jean-Christophe Averty (* 6. August 1928 in Paris; † 4. März 2017) war ein französischer Regisseur und Fernsehmacher. Viele seiner TV-Produktionen aus den 1960er Jahren sind Vorläufer der Videokunst.

## Leben
Der Absolvent des Institut des hautes études cinématographiques (IDHEC) begann seine Arbeit für das Fernsehen im Jahr 1952.
Für das Fernsehen inszenierte er Musikvideos für Sänger wie Yves Montand, France Gall, Georges Brassens, Dalida, Gilbert Bécaud und Serge Gainsbourg.
Er war maßgeblich beteiligt an der Video-Entwicklung und Einführung der Bluescreen im Fernsehen, so unter anderem mit seinem 141-minütigem Film Ein Sommernachtstraum (1969), in dem Claude Jade, Christine Delaroche und Jean-Claude Drouot die Hauptrollen vor einer Blue Screen spielten. Die Erstausstrahlung wurde von France Soir als „epochemachendes Datum“ bezeichnet und von Le Monde als „chef-d’œuvre“ erklärt und lief mehrfach im deutschen Fernsehen. Weiter adaptierte Averty für das Fernsehen die Stücke König Ubu und Alice im Wunderland. Ferner war er für die Produktion von Musiksendungen mit John Coltrane (A Love Supreme, Festival in Antibes-Juan les Pins, 1965), Yves Montand, Gilbert Bécaud, Johnny Hallyday, Serge Gainsbourg und Juliette Gréco verantwortlich. 1968 realisierte er unter der Künstlerischen Leitung von Guy Peellaert die deutsch-belgische TV-Produktion IDEA - Pop und Musik, in der die Bee Gees, sowie Brian Auger und Julie Driscoll in Szene gesetzt wurden. Die einstündige Show wurde am 11. Dezember 1968 im ZDF ausgestrahlt.
Averty erhielt er zahlreiche französische Auszeichnungen, darunter die Titel Officier des Arts & Lettres und Officier de la Légion d’Honneur. 1969 erhielt er außerdem für die ZDF-Sendung IDEA - Pop und Musik den Adolf-Grimme-Preis in Silber.